# 1527

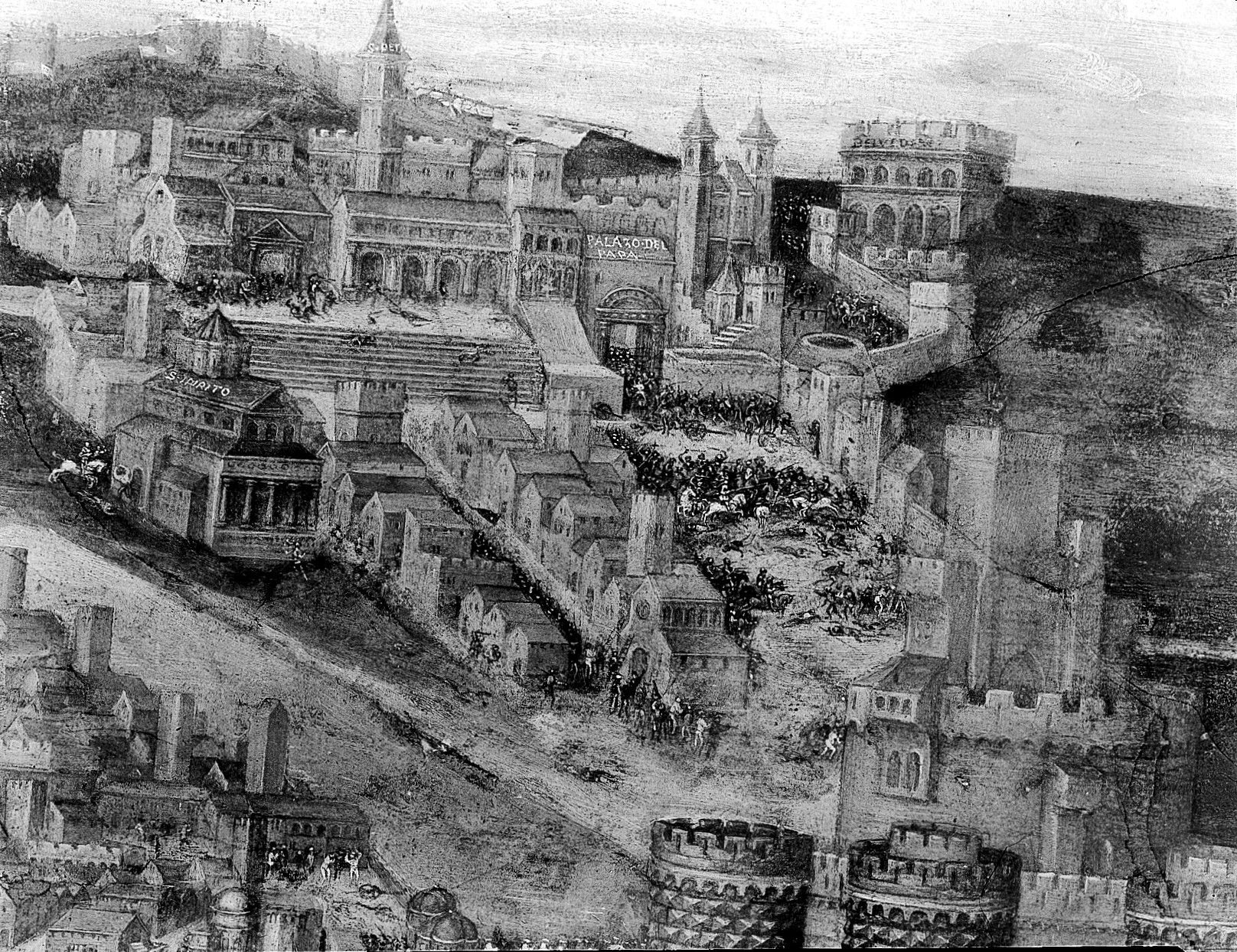
Sacco di Roma

Het jaar 1527 is het 27e jaar in de 16e eeuw volgens de christelijke jaartelling.

## Gebeurtenissen
januari
- 20 - Gonzalo de Sandoval sticht Colima.

maart
- 17 - Slag bij Khanwa: Mogolkeizer Babur verslaat een gecombineerd leger van de Rajputvorsten van Mewar en Mewat en opstandige Afghaanse adel onder Mahmud Lodi.

april
- 30 - Verdrag van Westminster: Hendrik VIII van Engeland sluit zich aan bij de Liga van Cognac tegen Karel V.

mei
- 6 - Sacco di Roma: De aanvoerder van de keizerlijke troepen in Italië Karel III van Bourbon sneuvelt bij Rome. Zijn ongeleide manschappen plunderen Rome.
- De verhouding tussen Hendrik VIII van Engeland en Anna Boleyn raakt bekend. Hendrik laat kardinaal Wolsey de mogelijkheid onderzoeken van een beroep op paus Clemens VII, zijn huwelijk met Catharina van Aragon te annuleren.

juni
- 7 - Paus Clemens VII geeft zich over aan de troepen van Karel V en wordt gevangen genomen.
- 22 - Fatahillah verovert Sunda Kelapa en hernoemt het tot Jayakarta. Officiële wordingsdatum van de stad Jakarta.
- juni Catharina van Aragon wijst een verzoek van koning Hendrik af om in te stemmen met een nietigverklaring van hun huwelijk.
- Mac Dang Dung zet keizer Le Cung Hoang van Vietnam af, en wordt de eerste keizer van de Mac-dynastie.

juli
- 1 - Landgraaf Filips I van Hessen sticht de eerste protestantse universiteit: de Philipps-Universiteit Marburg.

augustus
- 5 - Maarten van Rossum verovert Utrecht .Een Gelders ridderleger bezet de bisschopsstad.

november
- 15 - Traktaat van Schoonhoven: In ruil voor diens hulp in het verslaan van de Geldersen staat bisschop Hendrik van Beieren de wereldlijke bezittingen van zijn bisdom af aan Karel V als heer der Nederlanden.

zonder datum
- Na de dood van Inca Huayna Capac wordt het rijk verdeeld onder zijn zoons Huáscar en Atahualpa, tot ongenoegen van Huáscar die de volgens traditie wettige erfgenaam is.
- Hertog Alessandro de' Medici wordt uit Florence verdreven en de stad wordt weer een republiek.
- Het keurvorstendom Saksen gaat over tot het lutheranisme.
- Francisco de Montejo landt op Cozumel in een poging Yucatán te veroveren.
- Juan Martín de Ampués sticht Coro.
- Het Rijkskamergerecht krijgt een meer permanente vestigingsplaats in Spiers.
- De Spanjaarden vestigen zich op Curaçao.
- De Jong-Breskenspolder en de Sint Janspolder worden ingedijkt.
- Een grote stadsbrand verwoest bijna de gehele stad Doetinchem.

## Beeldende kunst

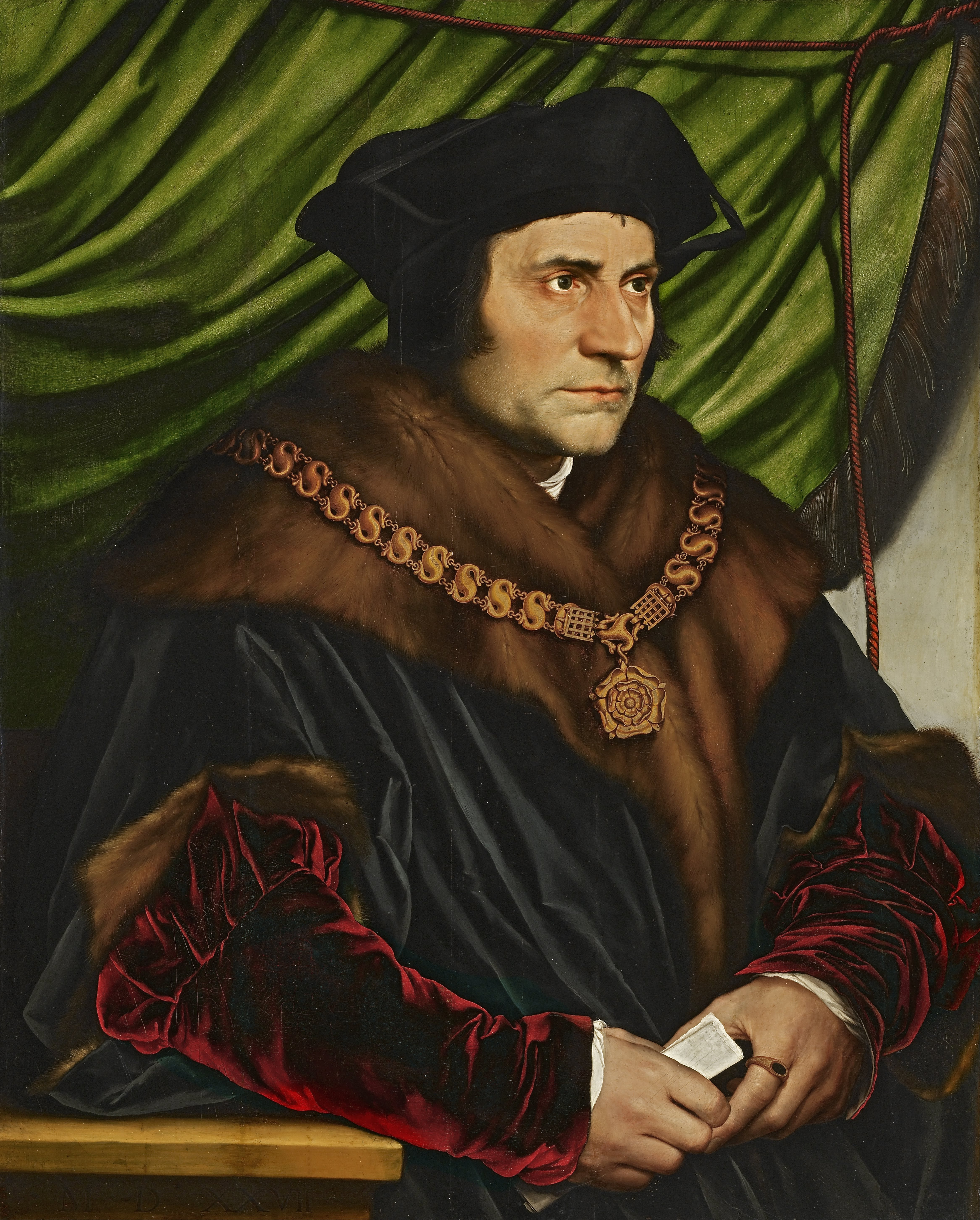
Hans Holbein de Jonge: Portret van Thomas More
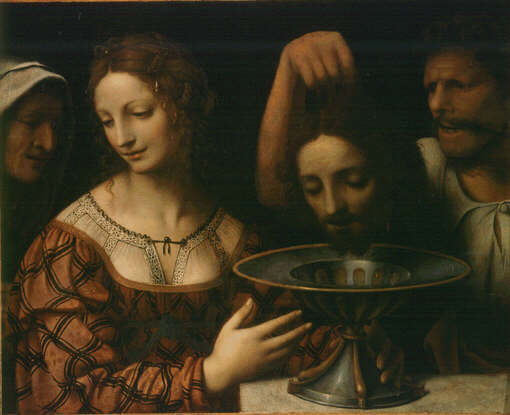
Bernardino Luini: Salome met het hoofd van Johannes de Doper
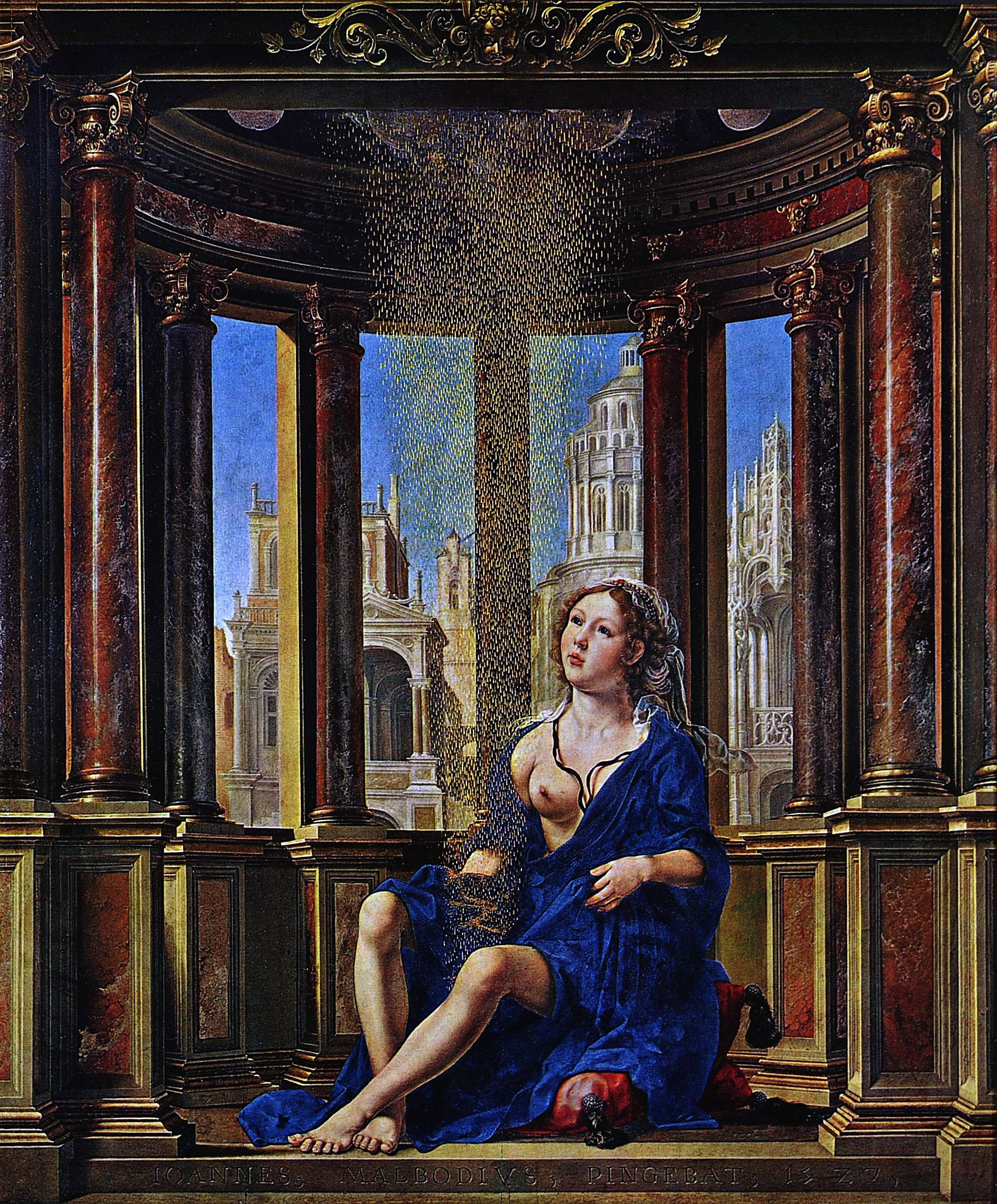
Jan Gossaert: Danaë
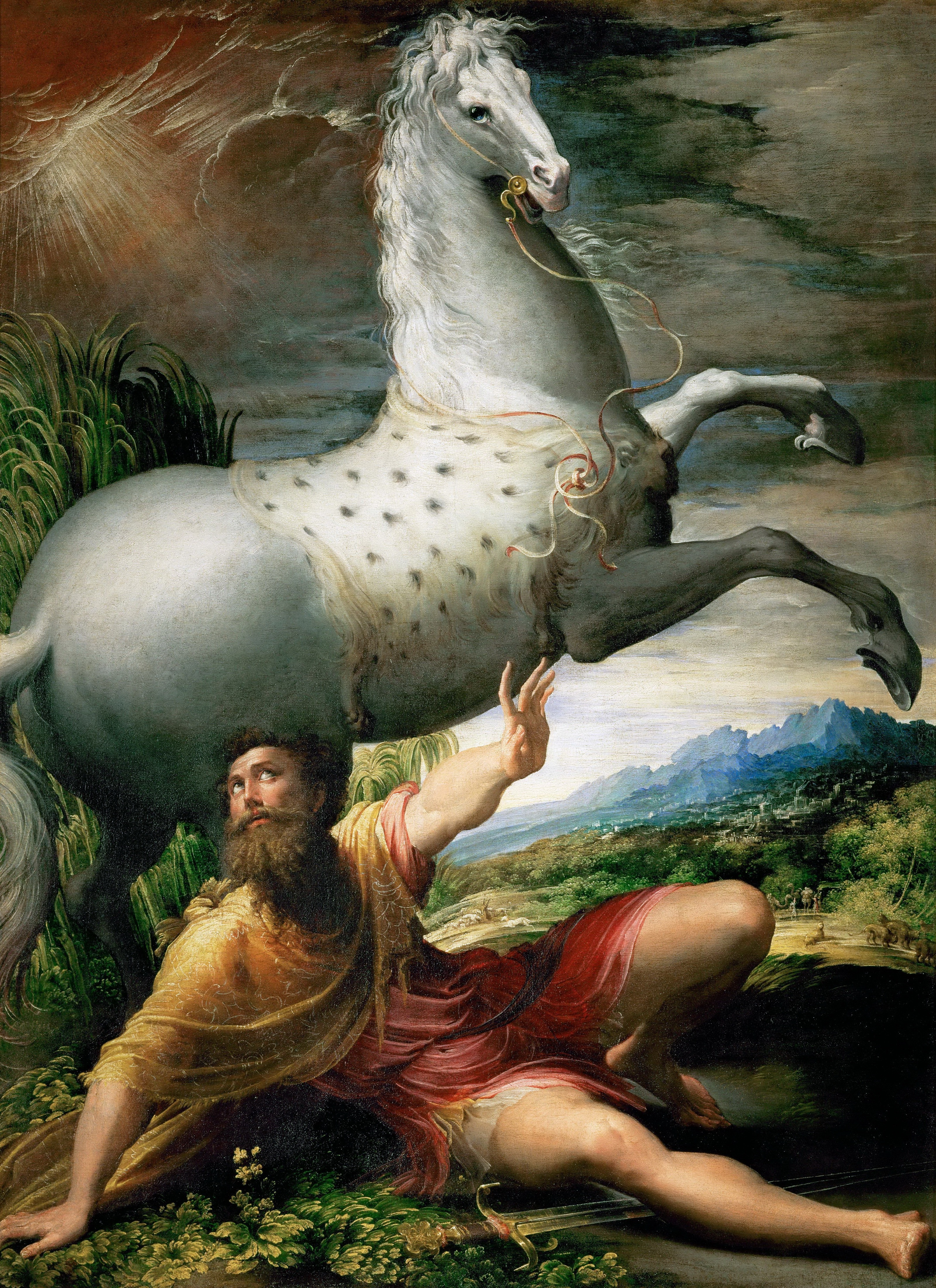
Parmigianino: De bekering van Paulus
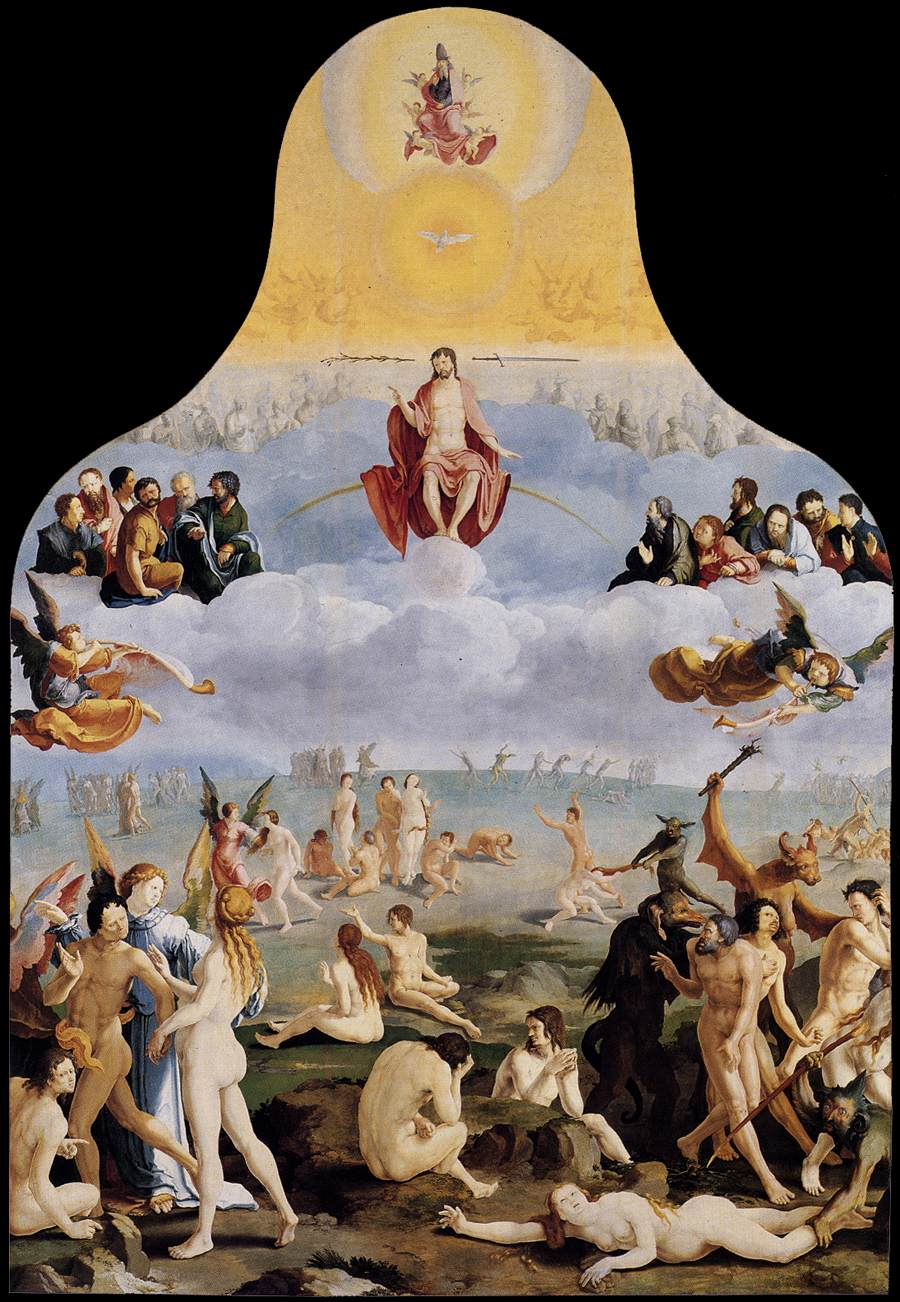
Lucas van Leyden: Het laatste oordeel (middenpaneel)

## Opvolging
- Brandenburg-Kulmbach - Casimir opgevolgd door zijn zoon Albrecht Alcibiades onder regentschap van diens oom George van Brandenburg-Ansbach
- Generalitat de Catalunya - Lluís de Cardona i Enríquez opgevolgd door Francesc de Solsona
- Incarijk - na de dood van Huayna Capac verdeeld tussen zijn zoons Atahualpa en Huáscar
- Kartli - George IX opgevolgd door zijn neef Loearsab I (jaartal onzeker)
- Mewar - Rana Sanga opgevolgd door Ratan Singh
- Napels (onderkoning) - Andrea Carafa opgevolgd door Hugo de Moncada
- Schaumburg en Holstein-Pinneberg - Johan IV opgevolgd door zijn zoon Jobst I
- Vietnam - Le Cung Hoang opgevolgd door Mac Thai To

## Afbeeldingen

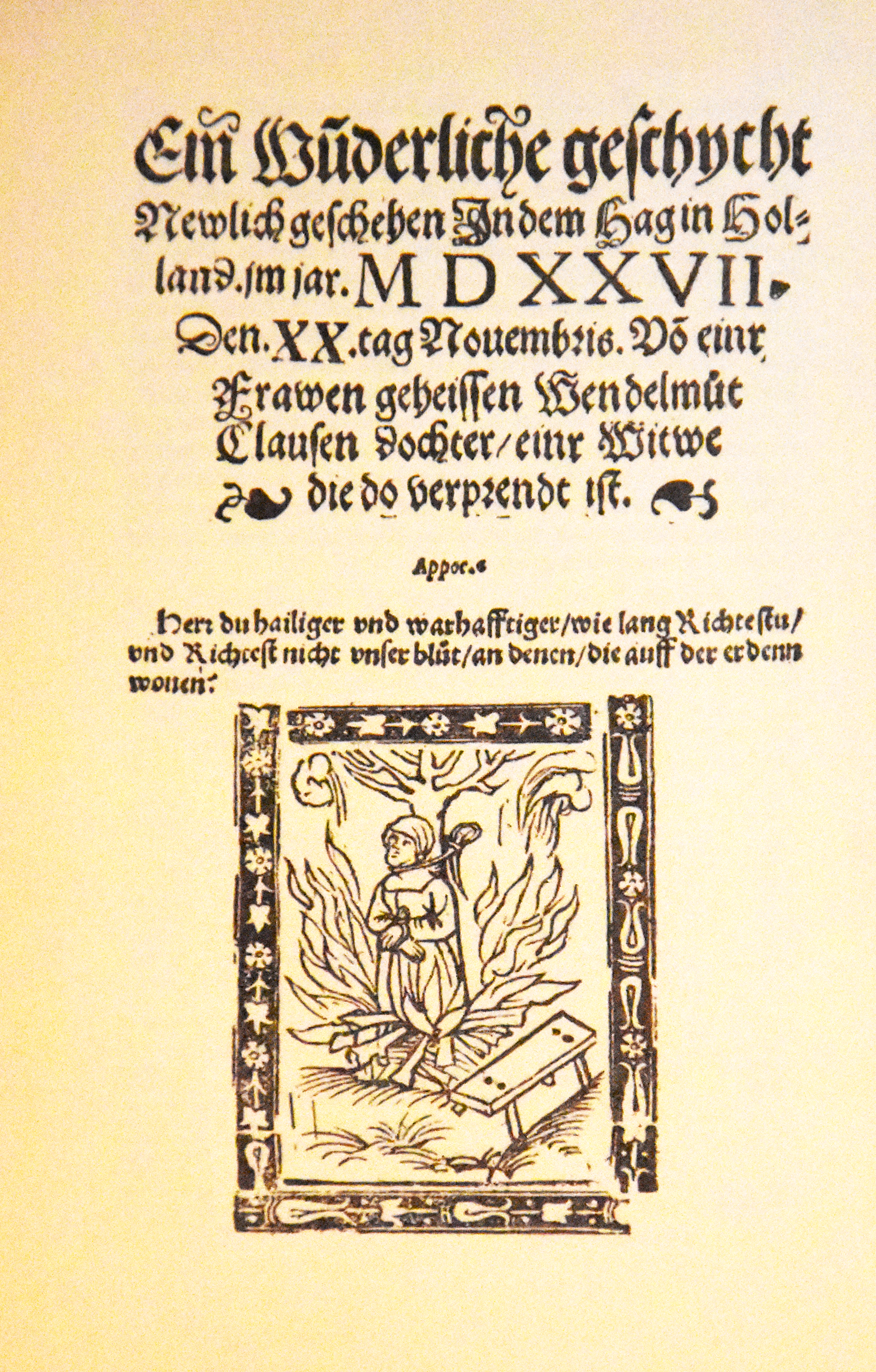
executie van Wendelmoet Claesdochter
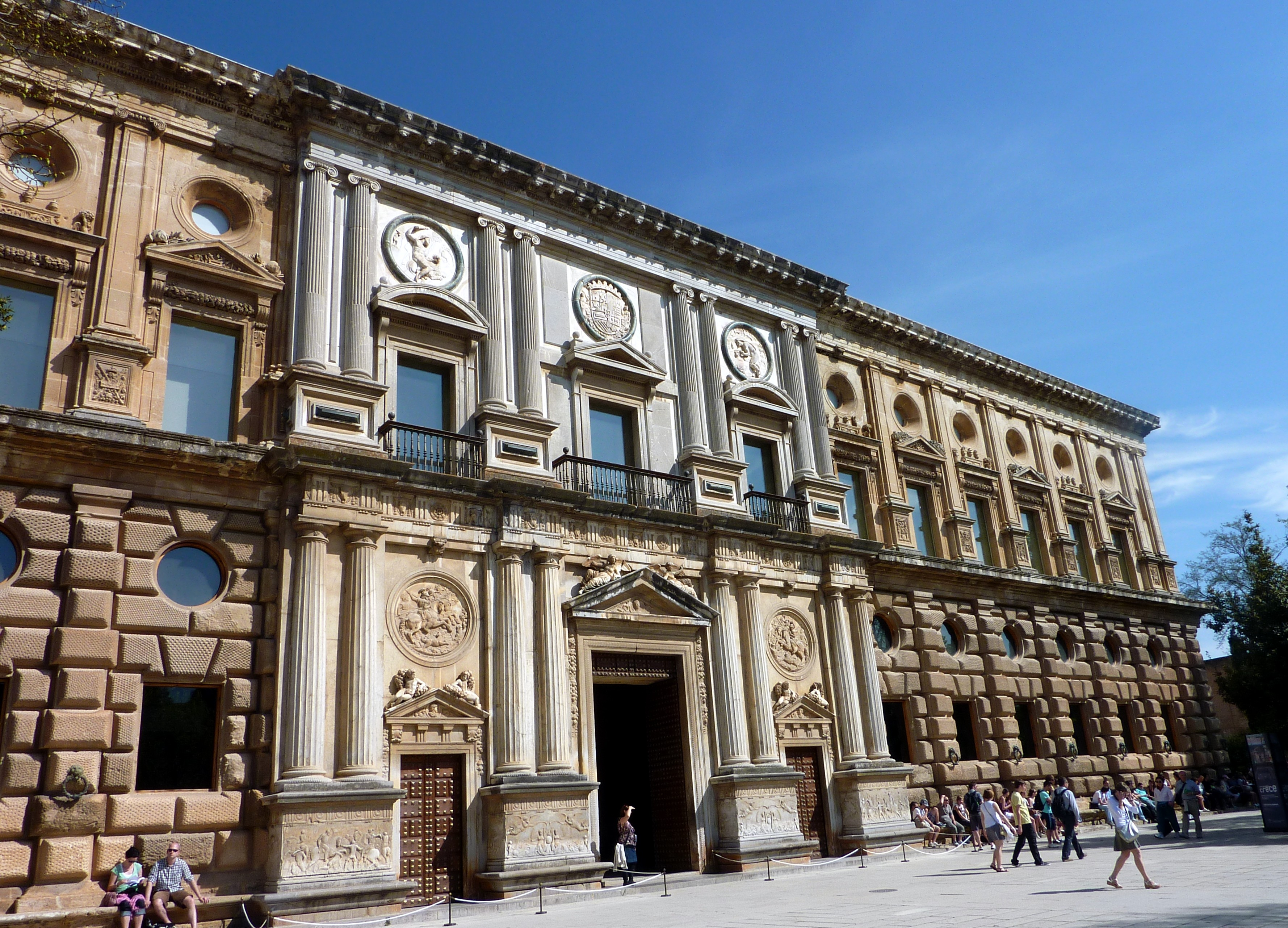
paleis van Karel V, Granada (bouw begonnen 1527)
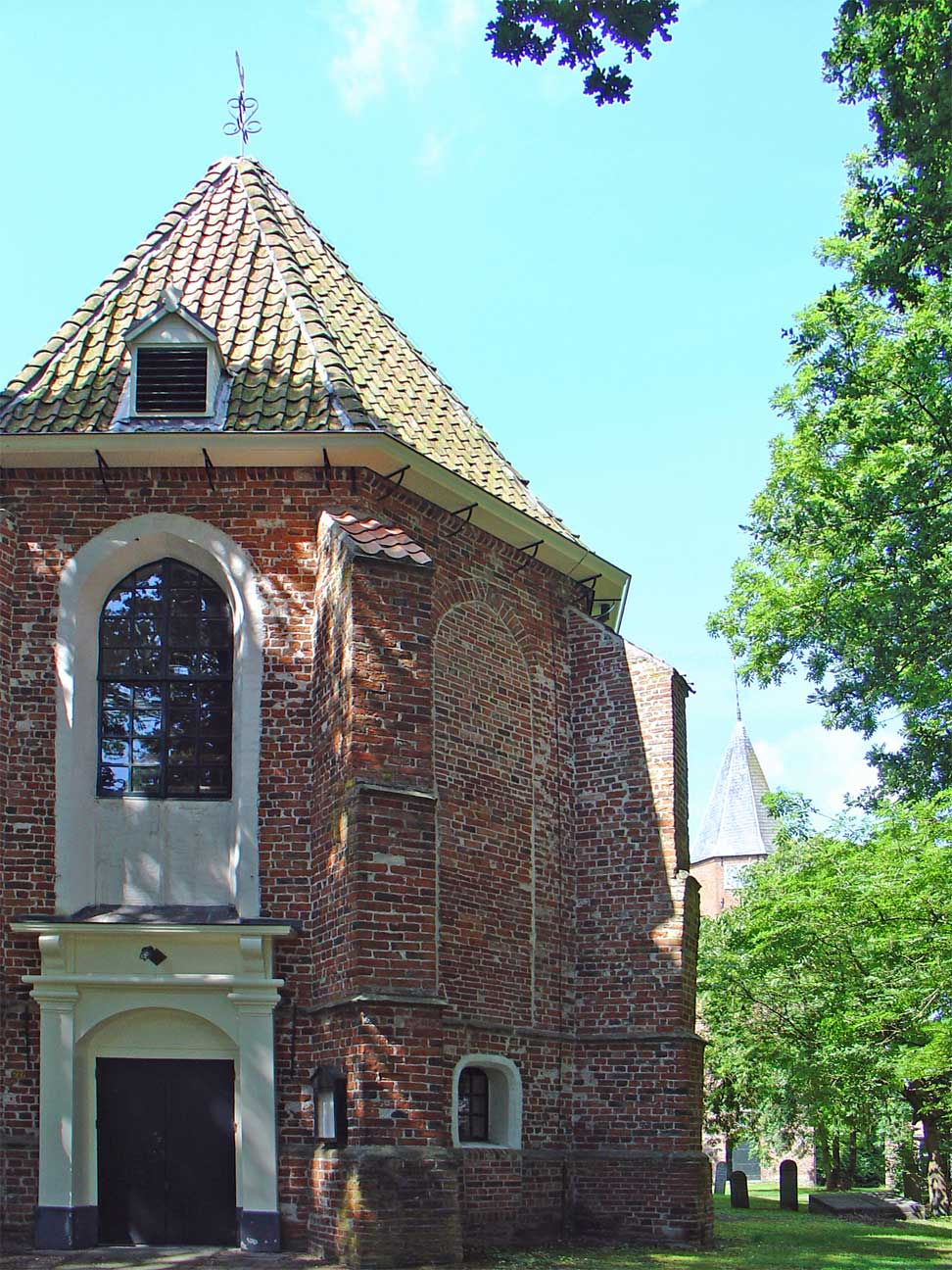
Magnuskerk, Bellingwolde (herbouwd 1527)

## Geboren
- 21 januari - Jacob van Hoogstraten (~66), Nederlands-Duits inquisiteur
- 2 februari - Maria van Pommeren, Duits edelvrouw
- 15 februari - Margaretha van der Mark, Duits edelvrouw
- 5 maart - Ulrich van Mecklenburg-Güstrow, Duits edelman
- 10 maart - Alfonso d'Este, Italiaans edelman
- 26 maart - Giovanni Mansueti (~61), Venetiaans schilder
- 5 april - Giuseppe Arcimboldo, Milanees schilder
- april - Abraham Ortelius, Zuid-Nederlands cartograaf
- 1 mei - Johannes Stadius, Zuid-Nederlands astronoom
- 3 mei - Jan van Bruhesen, Nederlands prelaat
- 21 mei - Filips II, koning van Spanje (1556-1598) en Portugal (1580-1598), heer der Nederlanden (1555-1581)
- 31 mei - Agnes van Hessen, Duits edelvrouw
- 11 juni - Anna Sophia van Pruisen, Pruisisch prinses
- 13 juli - John Dee, Engels filosoof
- 31 juli - Maximiliaan II, koning en keizer van Duitsland, koning van Bohemen en Hongarije en aartsbisschop van Oostenrijk (1564-1576)
- 10 augustus - Barbara van Brandenburg, Duits edelvrouw
- 7 september - Margaretha van Palts-Zweibrücken (71), Duits edelvrouw
- 23 september - Karel van Lannoy (~42), Zuid-Nederlands veldheer
- 15 oktober - Maria Emanuela van Portugal, echtgenote van Filips II van Spanje
- 1 november - William Brooke, Engels politicus
- 23 november - Li Zhi, Chinees filosoof
- 6 december - Bernhard VIII van Lippe, Duits edelman
- Nicolaus van Aelst, Zuid-Nederlands schilder
- Giovanni Battista Antonelli, Italiaans ingenieur
- Barbara Blomberg, maîtresse van Karel V
- Marten van Cleve, Zuid-Nederlands schilder
- Dirk van Foreest, Noord-Nederlands politicus
- Giulia Gonzaga, Italiaans edelvrouw
- Łukasz Górnicki, Pools staatsman en schrijver
- Diego Haëdo, Spaans inquisiteur
- Hamida Banu Begum, echtgenote van Humayun
- Joannes Hauchin, aartsbisschop van Mechelen
- Kosaka Masanobu, Japans samoerai
- Albert Łaski, Pools alchemist
- Ludovic Lavater, Zwitsers predikant
- Benito Arias Montano, Spaans theoloog
- Annibale Padovano, Italiaans componist
- Pema Karpo, Tibetaans geestelijk leider
- Pellegrino Tibaldi, Italiaans schilder
- Hans Vredeman de Vries, Noord-Nederlands tekenaar en architect
- Bess van Hardwick, Engels hofdame (jaartal bij benadering)
- Godart Hoen, Limburgs edelman (jaartal bij benadering)
- Luis de León, Spaans dichter en theoloog (jaartal bij benadering)
- Francis Russell, Engels staatsman (jaartal bij benadering)
- Caspar de Robles, Spaans staatsman (jaartal bij benadering)
- William Somerset, Engels hoveling (jaartal bij benadering)
- Leonardus van Veghel, Nederlands geestelijke en martelaar (jaartal bij benadering)

- In De Legende van Uilenspiegel is 1527 het geboortejaar van Tijl Uilenspiegel

## Overleden
- 21 januari - Juan de Grijalva (~36), Spaans ontdekkingsreiziger
- maart - Rana Sanga (42), koning van Mewar
- 19 april - Christoffel I (73), markgraaf van Baden
- 6 mei - Karel III van Bourbon (37), Frans edelman
- 19 mei - Henry Percy (50), Engels hoveling
- mei - Thomas Docwra (~68), Engels edelman
- 9 juni - Heinrich Finck (~82), Duits componist
- 21 juni - Niccolò Machiavelli (58), Florentijns politicus en schrijver
- 28 juli - Rodrigo de Bastidas (~67), Spaans ontdekkingsreiziger
- 7 september - Margaretha van Palts-Zweibrücken (71), Duits abdis
- 21 september - Casimir van Brandenburg-Kulmbach (45), Duits edelman
- oktober - Francesco Armellini Pantalassi de’ Medici (57), Italiaans kardinaal
- 15 november - Catharina van York (48), Engels prinses
- 20 november - Wendelmoet Claesdochter, Nederlands martelares
- Jan van Dornicke (~57), Zuid-Nederlands schilder
- Cornelis Engebrechtsz. (~65), Noord-Nederlands schilder
- Huayna Capac (~62), Inca-keizer (1493-1527)
- Ninan Cuyochi (~37), Inca-prins
- Kasper van Palts-Zweibrücken (~69), Duits edelman
- Peter van Thabor (~77), Fries geschiedschrijver
- Geert van Wou (~77), Nederlands klokkengieter
- Francesco Colonna (~94), Venetiaans schrijver (jaartal bij benadering)